# 北錫康克 (麻薩諸塞州)
北錫康克（英語：North Seekonk）是位於美國麻薩諸塞州布里斯托縣的一個普查規定居民點。

## 人口
根據2020年美國人口普查的數據，北錫康克的面積為3.69平方千米，當中陸地面積為3.62平方千米，而水域面積為0.07平方千米。當地共有人口2726人，而人口密度為每平方千米738.75人。